# Tropidophis celiae
Tropidophis celiae är en kräldjursart som beskrevs av den amerikanske herpetologen Stephen Blair Hedges och de kubanska herpetologerna Alberto R. Estrada och Luis M. Díaz 1999. Tropidophis celiae är en orm som ingår i släktet Tropidophis, och familjen Tropidophiidae. Inga underarter finns listade i Catalogue of Life.

## Utbredning
T. caymanensis är en art som är endemisk i Havanna-provinsen på västra Kuba.